# Bittacus nipponicus
Bittacus nipponicus är en näbbsländeart som beskrevs av Navás 1909. Bittacus nipponicus ingår i släktet Bittacus och familjen styltsländor. Inga underarter finns listade i Catalogue of Life.